# イブラヒマ・トラオレ
イブラヒマ・トラオレ（Ibrahima Traoré, 1988年4月21日 - ）は、フランス・セーヌ＝サン＝ドニ県ヴィルパント出身のサッカー選手。ギニア代表。ポジションはミッドフィールダー、フォワード。

## 経歴

### フランスでのユース時代
ウイングとして、また攻撃的ミッドフィルダーとしてもプレーする。ヴィルパントで生まれ、パリの南東に位置するシャラントン＝ル＝ポン近くのCAPシャラントンでサッカーを始める。後に、パリの北東に位置するルヴァロワ＝ペレにあるルヴァロワSCに移籍し、フランスアマチュア選手権 2(5部リーグに相当)に属していたトップチームで数試合、出場している。読書家であり、当初はサッカー選手よりも作家になることを望んでいた。

### ヘルタ・ベルリン
2006-07シーズン、ドイツ・ブンデスリーガ1部のヘルタ・ベルリンへ移籍。当初はアマチュア契約で入団、レギオナルリーガ (ドイツサッカー)で15試合に出場し2ゴールを決める。
2007-08シーズン、トップチームに昇格しプロ選手としてのキャリアをスタートさせる。2007年12月9日1.FCニュルンベルク戦の後半73分、ブンデスリーガのデビューを果たす。

### FCアウクスブルク
2009年7月、FCアウクスブルクへ5万ユーロの違約金で移籍。2009年7月から２シーズンに渡りヨス・ルフカイ監督の下で公式戦54試合に出場、8得点18アシストを記録した。

### VfBシュトゥットガルト
2011-12シーズン、2014年6月30日までの契約でドイツ・ブンデスリーガ1部に属するVfBシュトゥットガルトへ移籍した。シュトゥットガルトでは公式戦99試合に出場、8得点22アシストを記録した。

### ボルシア・メンヒェングラートバッハ
2014年７月、2021年6月30日までの契約でドイツ・ブンデスリーガ1部に属するボルシア・メンヒェングラートバッハへ移籍。。同クラブでは国内リーグやカップ戦のみならずUEFAチャンピオンズリーグやUEFAヨーロッパリーグを含む公式戦132試合に出場し、11得点18アシストを記録した。

## 代表歴
2010年8月、ギニア代表に選出。同年8月11日のマリで代表デビューをした。2011年10月8日、アフリカネイションズカップ2012予選のナイジェリア戦で、代表初得点を記録し、その試合で2012年開催の本大会出場を決めた。
本戦のグループリーグDの試合全てでプレーし、2012年1月28日のボツワナ戦でスコア3-1から4点目のゴールを決めた（結果6-1で勝利）。